# Seleção Djibutiana de Futebol
A Seleção Djibutiana de Futebol representa o Djibuti nas competições da FIFA. A FDF (Federação Djibutiana de Futebol) foi fundada em 1979 e afiliada à FIFA em 1994. Ela também é filiada à CAF, à UAFA e à CECAFA.
Sua maior vitória foi em 1988, quando goleou a extinta seleção do Iêmen do Sul por 4 a 1. As maiores derrotas da equipe vieram contra Uganda e Ruanda, que superaram os "Ribeirinhos do Mar Vermelho" por 10 a 1 e 9 a 0, respectivamente, em 2001 e 2007.
O Djibuti jamais se classificou para uma Copa do Mundo (se inscreveu para as Eliminatórias apenas em três oportunidades) ou para alguma edição da Copa Africana de Nações (não se inscreveu em quatro Eliminatórias), resumindo suas participações apenas na Copa CECAFA, onde, embora tivesse se classificado em 11 edições, nunca passou da primeira fase.

## Desempenho em Copas
- 1930 a 1974: Era parte da França.
- 1978 a 1998: Não era filiado à CAF.
- 2002: Não se classificou.
- 2006: Não se inscreveu.
- 2010 a 2022: Não se classificou.
- 2026: A disputar.

## Desempenho em CAN's
- 1957 a 1976: Era parte da França.
- 1978 a 1992: Não era filiado à CAF.
- 1994 a 1998: Não se inscreveu.
- 2000 a 2002: Não se classificou.
- 2004: Desistiu.
- 2006: Não se inscreveu.
- 2008: Desistiu.
- 2010: Não se classificou.
- 2012 a 2015: Não se inscreveu.
- 2017 a 2025[nota 1]: Não se classificou.

## Desempenho na Copa COSAFA
- 1973 a 1976: Era parte da França.
- 1977 a 1992: Não se inscreveu.
- 1994: Primeira fase.
- 1995 a 1996: Não se inscreveu.
- 1999 a 2001: Primeira fase
- 2002 a 2004: Não se inscreveu.
- 2005 a 2009: Primeira fase
- 2010: Não se inscreveu.
- 2011: Primeira fase.
- 2012 a 2013: Não se inscreveu.
- 2014: Primeira fase.
- 2017: Não se inscreveu.

## Recordes
- Atualizado até 9 de junho de 2024[4]

Jogadores em negrito ainda em atividade pela Seleção Djibutiana.
| #  | Jogador                 | Partidas | Gols | Em atividade |
| -- | ----------------------- | -------- | ---- | ------------ |
| 1  | Ali Youssouf Farada     | 34       | 1    | 2017–        |
| 1  | Daoud Wais              | 34       | 1    | 2008–2021    |
| 3  | Daher Mohamed Kadar     | 33       | 1    | 2006–2017    |
| 4  | Doualeh Mahamoud Elabeh | 30       | 1    | 2016–        |
| 5  | Mahdi Houssein Mahabeh  | 29       | 7    | 2016–        |
| 6  | Hamza Abdi Idleh        | 27       | 2    | 2016–        |
| 7  | Warsama Hassan          | 25       | 2    | 2019–        |
| 7  | Innocent Mbonihankuye   | 25       | 0    | 2019–        |
| 7  | Yabe Siad               | 25       | 1    | 2019–        |
| 10 | Guedi Hassan            | 23       | 0    | 2007–2016    |

| # | Jogador                | Gols | Partidas | Média por jogo | Em atividade |
| - | ---------------------- | ---- | -------- | -------------- | ------------ |
| 1 | Samuel Akinbinu        | 8    | 21       | 0.38           | 2021–        |
| 2 | Mahdi Houssein Mahabeh | 7    | 29       | 0.24           | 2016–        |
| 3 | Gabriel Dadzie         | 5    | 13       | 0.38           | 2022–        |
| 4 | Ahmed Daher            | 3    | 13       | 0.23           | 2007–2009    |
| 5 | Ahmed Daoud            | 2    | 3        | 0.67           | 2011         |
| 5 | Abdourahman Okieh Hadi | 2    | 3        | 0.67           | 2005–2006    |
| 5 | Arid Ahmed Mohamed     | 2    | 5        | 0.4            | 1999–2000    |
| 5 | Mohamed Liban          | 2    | 17       | 0.12           | 2008–2015    |
| 5 | Warsama Hassan         | 2    | 25       | 0.08           | 2019–        |
| 5 | Hamza Abdi Idleh       | 2    | 27       | 0.07           | 2016–        |

## Treinadores
| - Mohamed Bader (1998–2001) - Mohamed Omar Hussein (2006) - Ahmed Hussein (2007) - Mohamed Abar (2008) - Ahmed Abdelmonem (2008–2010) - Noureddine Gharsalli (2011–2016) | - Mike Gibson (2016–2017) - Moussa Ghassoum (2017–2019) - Julien Mette (2019–2021) - Mohamed Meraneh Hassan (2021–2022) - Abdourahman Okieh Hadi (2022–) |